# Rémy Belleau
Rémy Belleau, född 1528, död 1577, var en fransk skald.
Belleau tillhörde Plejaden, och kallades av Pierre de Ronsard för "naturens målare", som han uteslutande hämtade motiven till sina dikter från naturen.